# Dimitri Laboury
 (mars 2023).
Si vous disposez d'ouvrages ou d'articles de référence ou si vous connaissez des sites web de qualité traitant du thème abordé ici, merci de compléter l'article en donnant les références utiles à sa vérifiabilité et en les liant à la section « Notes et références ».
Dimitri Laboury, né le 22 juillet 1969, est directeur de recherches du Fonds national de la recherche scientifique de Belgique. À l'université de Liège, il dirige le service d'histoire de l'art et archéologie de l'Égypte pharaonique. Il est membre de plusieurs missions archéologiques en Égypte (en particulier à Amarna).

## Publications
- Dimitri Laboury, Akhénaton : Néfertiti, El-Amarna, Aton, Karnak, Paris, Pygmalion, coll. « Les grands pharaons », mars 2010, 478 p. (ISBN 978-2-7564-0043-3)
- Dimitri Laboury, L'Égypte pharaonique : Histoire et civilisation, Le Cavalier Bleu, coll. « Idées reçues », 2001, 127 p. (ISBN 978-2-84670-026-9, lire en ligne)
- Dimitri Laboury, La statuaire de Thoutmosis III : Essai d'interprétation d'un portrait royal dans son contexte historique, Aegyptiaca Leodensia, 1998